# Cuncacestre
Cuncacestre (łac. Dioecesis Cuncacestrensis, ang. Diocese of Concangis) – stolica historycznej diecezji w Anglii, erygowanej w roku 882, a zlikwidowanej w roku 995. Współcześnie miejscowość Chester-le-Street w hrabstwie Durham. Obecnie katolickie biskupstwo tytularne.

## Biskupi tytularni
| Lp. | Biskup                    | Funkcja                                                | Od                   | Do               |
| --- | ------------------------- | ------------------------------------------------------ | -------------------- | ---------------- |
| 1   | Hugh Lindsay              | biskup pomocniczy Hexham i Newcastle (Wielka Brytania) | 13 października 1969 | 12 grudnia 1974  |
| 2   | Owen Francis Swindlehurst | biskup pomocniczy Hexham i Newcastle (Wielka Brytania) | 10 czerwca 1974      | 28 sierpnia 1995 |
| 3   | Alan Hopes                | biskup pomocniczy Westminsteru (Wielka Brytania)       | 4 stycznia 2003      | 11 czerwca 2013  |
| 4   | Robert Byrne              | biskup pomocniczy Birmingham (Wielka Brytania)         | 15 marca 2014        | 4 lutego 2019    |
| 5   | David Evans               | biskup pomocniczy Birmingham (Wielka Brytania)         | 18 marca 2020        |                  |